# Kątownik stolarski

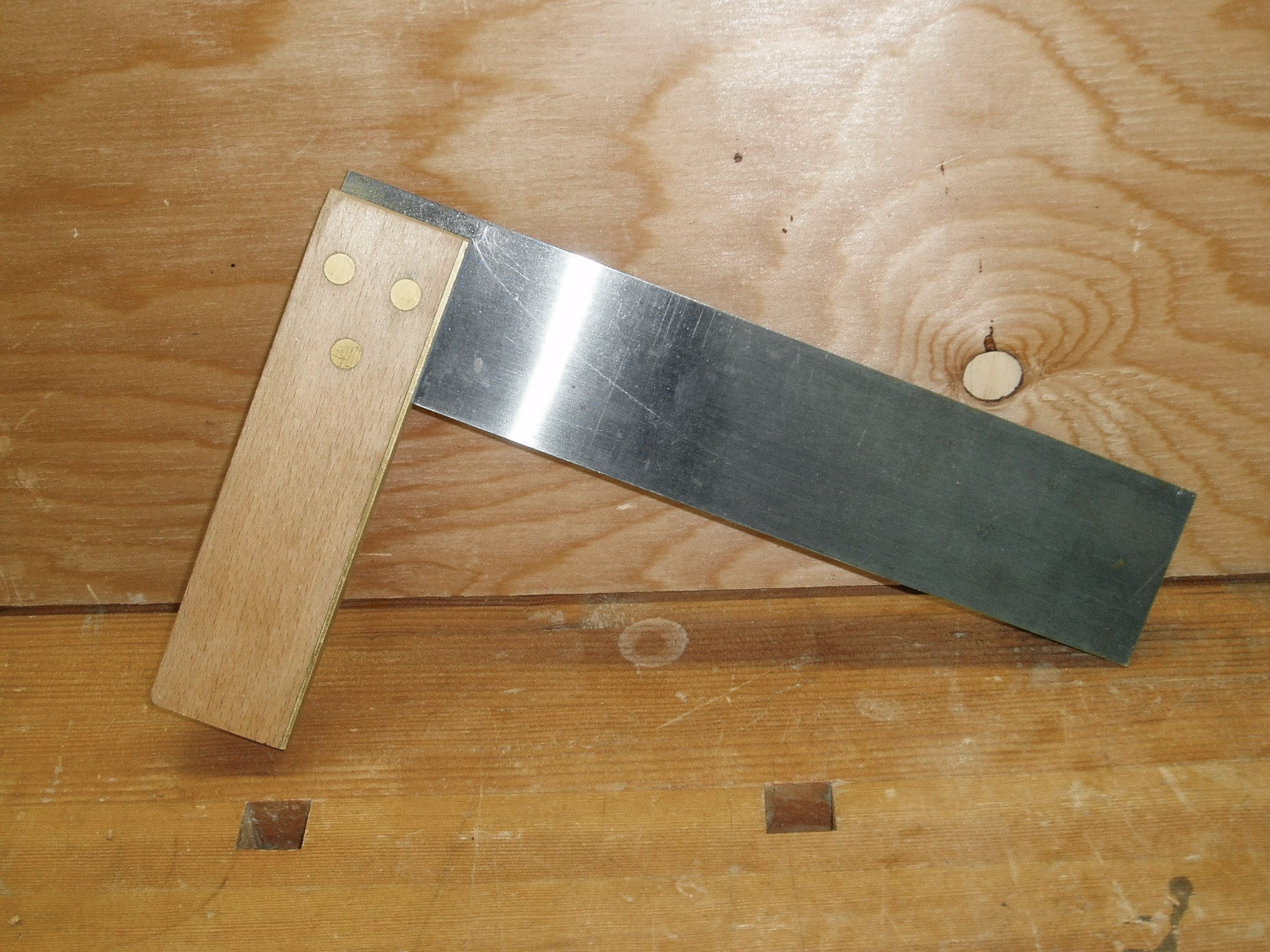
Odmiana kątownika stolarskiego

Kątownik stolarski (z niem. winkel) – narzędzie służące do wyznaczania kąta prostego.
Kątownik stolarski składa się z drewnianego ramienia (uchwytu) i osadzonego w nim pod kątem prostym drugiego ramienia z wąskiego paska sztywnej blachy, najczęściej z podziałką milimetrową. Służy do znaczenia i mierzenia obrabianych materiałów drewnianych.
Może służyć do:
- sprawdzenia, czy dany kąt ma 90°,
- wyznaczenia połowy kąta prostego (45°),
- znajdowania środka koła,
- jako narzędzie pomocnicze np. przy cięciu (aby krawędzie były równoległe do siebie) lub jako prosta linijka czy ekierka.

Używane są też całkowicie metalowe kątowniki płaskie i służą do wyznaczania linii i kątów prostych na dużych powierzchniach.